# Jüdischer Friedhof (Grosbliederstroff)

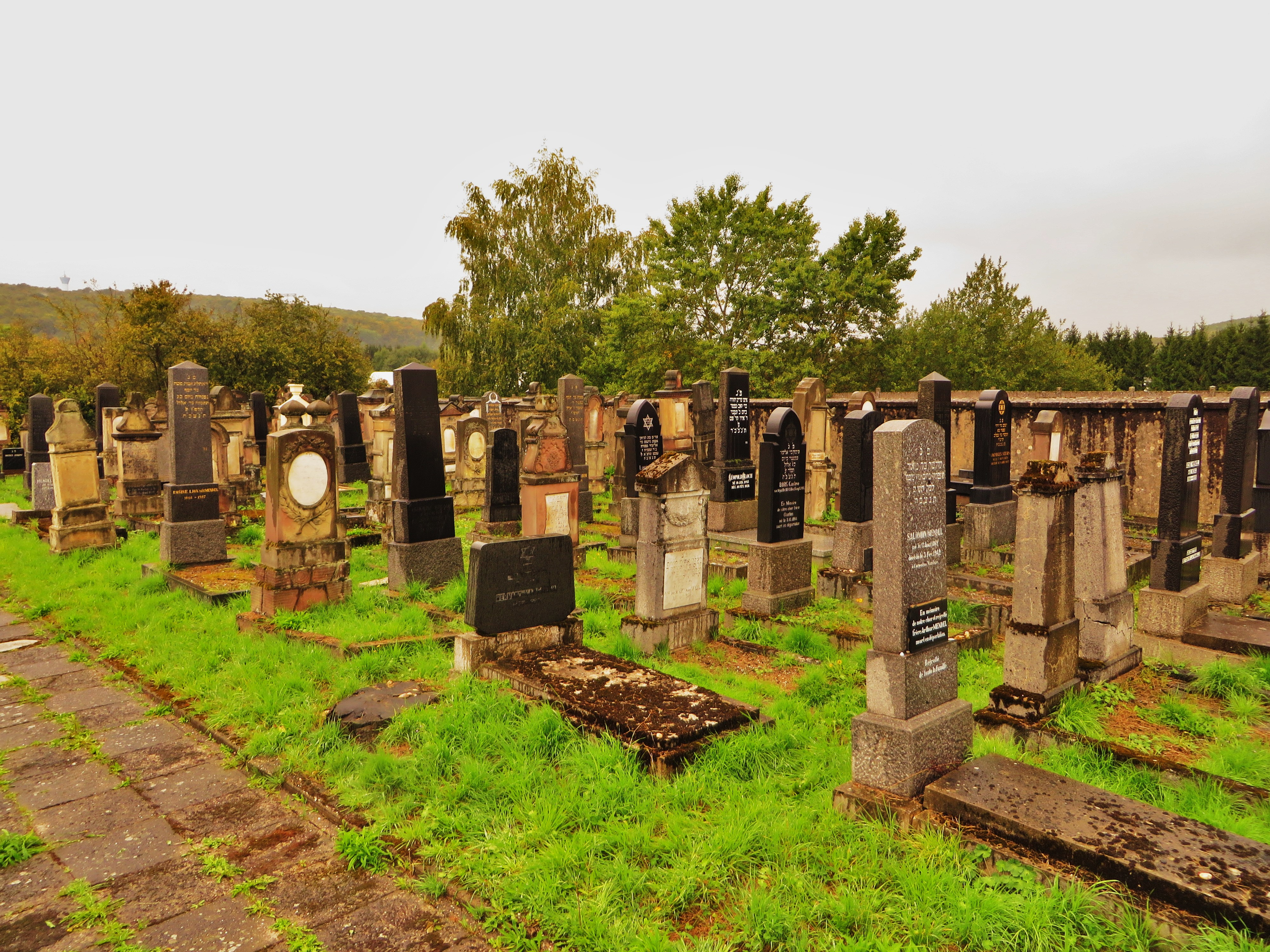
Jüdischer Friedhof in Grosbliederstroff

Der Jüdische Friedhof in Grosbliederstroff, einer französischen Gemeinde im Département Moselle in der historischen Region Lothringen, wurde 1885 angelegt. Der jüdische Friedhof befindet sich an der Rue du Stade. 
Auf dem Friedhof sind noch viele Grabsteine erhalten.